# Фармацеутска индустрија
Фармацеутска индустрија је грана индустрије која се бави производњом фармацеутских препарата, лекова и других производа који се користе у медицинске сврхе. Ослања се фармацију и медицину.
Ова грана индустрије је нарочито добро развијена у САД и Немачкој (Бајер АГ, Леверкузен), а у Србији постоји неколико фабрика који се баве производњом фармацеутских производа: Хемофарм, Вршац, Зорка-Фарм, AVE Pharmaceutical, Шабац, Галеника, Земун, Апотека-Београд, Београд, Југоремедија, Зрењанин и др.